# Edward the King
Edward the King ou Edward the Seventh est une mini-série britannique en treize épisodes de cinquante minutes réalisée par John Gorrie, diffusée du 1er avril au 1er juillet 1975 sur ITV.
Cette série est inédite dans tous les pays francophones.

## Synopsis
Basée sur la biographie du roi Édouard VII du Royaume-Uni par Sir Philip Magnus-Allcroft (en), la série met notamment en scène Annette Crosbie dans le rôle de la Reine Victoria face à Timothy West qui joue son fils le Roi Edouard VII.
La série est dirigée par John Gorrie, qui a également écrit les scénarios des épisodes 7 à 10.

## Distribution
- Annette Crosbie : La reine Victoria (10 épisodes)
- Timothy West : Le roi Édouard VII (8 épisodes)
- Helen Ryan (en) : La princesse Alexandra du Danemark (7 épisodes)
- Robert Hardy : Le prince Albert (4 épisodes)
- Felicity Kendal : La princesse Vicky (7 épisodes)
- Charles Sturridge : Le roi Édouard VII (jeune), (3 épisodes)
- Deborah Grant (en) : La princesse Alexandra du Danemark (jeune), (2 épisodes)
- Christopher Neame : Guillaume II d'Allemagne (5 épisodes)
- Jane Lapotaire : Tsarine Maria Feodorovna de Russie (6 épisodes)
- Alison Leggatt (en) : La Duchesse de Kent, (3 épisodes)
- John Gielgud : Benjamin Disraeli (2 épisodes)

## Épisodes
1. The Boy
2. An Experiment in Education
3. The New World
4. Alix
5. A Hundred Thousand Welcomes
6. The Invisible Queen
7. Dearest Prince
8. The Royal Quadrille
9. Scandal
10. The Years of Waiting
11. King at Last
12. The Peacemaker
13. Good Old Teddy!